# Halectinosoma tenuireme
Halectinosoma tenuireme är en kräftdjursart som beskrevs av T. och A. Scott 1894. Halectinosoma tenuireme ingår i släktet Halectinosoma och familjen Ectinosomatidae. Arten är reproducerande i Sverige. Inga underarter finns listade i Catalogue of Life.